# Владимиров Олександр Аркадійович
Владимиров Олександр Аркадійович (нар. 5 квітня 1952) — професор, доктор медичних наук, завідувач кафедри медичної реабілітації, фізіотерапії і спортивної медицини Національної медичної академії післядипломної освіти ім. П. Л. Шупика.

## Біографія
Народився в смт Ульяновка, Кіровоградської області у родині лікарів;
у 1969 році закінчив з золотою медаллю Ульяновську СШ № 2;
у 1975 р. закінчив з відзнакою Одеський медичний інститут;
з 1975 по 1981 рр. працював судовим лікарем на судах закордонного плавання Чорноморського морського пароплавства м..Одеса у продовж цих років побував у портах понад 60 країн світу;
з1981 по 1986 рр.працював завідувачем відділення, заступником головного лікаря з медичної роботи санаторно-курортного об'єднання «Куяльник» м. Одеса;
з1987 року і по теперішній час — головний лікар клінічного санаторію «Жовтень» ПрАТ «Укрпрофоздоровниця»;
з 1996 р. ст.. науковий співробітник Українського НДІ медичної реабілітації і курортології(за сумісництвом);
з 2005 р. професор кафедри медичної реабілітації, фізіотерапії і курортології, з 2011 року — завідувач цієї кафедри, а з 2014 р. — завідувач кафедри медичної реабілітації, фізіотерапії і спортивної медицини НМАПО імені П. Л. Шупика.

## Захист дисертаційних робіт
Кандидатська дисертація на тему: «Санаторно-курортне лікування вагітних з гіпертонічною хворобою», науковий керівник — професор Гутман Лєна Борисівна, 1996 р.
Докторська дисертація на тему: "Відновне лікування вагітних з серцево-судинною патологією в умовах санаторію, науковий консультант — професор Лобода Михайло Васильович, 13 грудня 2001 р.

## Наукова діяльність
Лікар-фізіотерапевт вищої атестаційної категорії, лікар з організації охорони здоров'я і соціальної гігієни вищої категорії.
Сфера наукових інтересів об'єднує вивчення та впровадження у практику новітніх методів фізичної і реабілітаційної медицини з організацією в Україні нової системи реабілітаційної допомоги хворим.

## Патенти
- Пат.38392А Україна, МПК 7 А 61В5/02, 15.05.2001
- Пат.38394АУкраїна, МПК7 А61В5/00, 15.05.2001
- Пат.38392А Україна, МПК7 А61В5/00, 15.05.2001
- Пат.5286 Україна, 7А61В10/00, 15.02.2005
- Пат.5287 Україна, 7А61Н39/00,А61К33/40, 15.02.2005

## Перелік ключових публікацій
- Владимиров О. А. , Лобода М. В. Санаторно-курортне лікування вагітних.- К.: Тамед. Альтепрес, 2001—256 с;
- Владимиров А. А. Гутман Л. Б., Пономаренко Г. Н. Лечебные физические факторы у беременных.-СПб .:ИИЦ Балтика, 2004.-221с.;
- Пшетаковский И. Л., Владимиров А. А. Остеохондрозы позвоночника.- К.:КИМ, 2008.-224с.;
- Владимиров А. А. , Пшетаковский И. Л. Хронические запоры. Методы лечения.- К.: КИМ, 2009.-120с.
- Владимиров А. А. Владимирова Н. И. Пшетаковский И. Л. Хронические заболевания вен нижних конечностей. Клиника, лечение, реабилитацыя и профилактика К.- КИМ 2010, 128 с.
- Фізіотерапія Підручник за редакцією проф..О. А. Владимирова., проф. В. В. Єжова, проф. Г. М. Пономаренко К.-Формат 2013,432с.

## Міжнародна співпраця
Член освітнього борду Європейського товариства фізичної і реабілітаційної медицини з 2015 р. Співпраця з Вільнюським та Білоруським медичними університетами.
Знання англійської мови — посереднє; російської мови — досконале.

## Нагороди
- Заслужений лікар України (1993)
- Лауреат державної премії України в галузі науки і техніки (2006)[1]
- Орден «За заслуги» ІІІ ступеня (2012)[2]
- Орден «За заслуги» ІІ ступеня (2017)[3]
- Орден «За заслуги» І ступеня (2021)[4]

## Хобі
Гірські лижі, риболовля, шахи.